# بيسو مسكوا
بيسو مسكوا (من مواليد 9 يونيو 1935) كان رئيس جمعية تنزانيا الوطنية من أبريل 1994 إلى نوفمبر 2005. ترأس اللجنة التنفيذية للرابطة البرلمانية للكومنولث من 1999 إلى 2002. وأصبح فيما بعد نائب رئيس الحزب الحاكم حزب الثورة.